# Mangyongdae (khu vực)
Man'gyŏngdae-guyŏk là một trong 19 đơn vị hành chính của thủ đô Bình Nhưỡng, Cộng hòa Dân chủ Nhân dân Triều Tiên. Khu vực Mangyongdae ban đầu chỉ là một làng (ri) của tỉnh Pyongan Nam và đã trở thành một phần của thủ đô Bình Nhưỡng vào tháng 9 năm 1959. Khu vực được bao quanh bởi một vài ngọn đồi, cao nhất trong số đó là đồi Mangyong (Vạn Cảnh) vì có phong cảnh tuyệt đẹp. Khu vực kéo dài về phía tây qua sông Sunhwa, tời huyện Kangso. Ngoại trừ Chilgol và Oryu-ri (là khu vực quân sự), khu vực được phân chia giữa đường Kwangbok và đường Chongchun. Đường Kwangbok là một khu dân cư với những tòa cao tầng, cư dân trong đố là thành viên của các cơ sở truyền thông và văn hóa Triều Tiên.
Tại khu vực Mangyongdae có Bảo tàng Cách mạng và địa điểm được coi là nơi sinh của Kim Nhật Thành, và cũng là nơi ông lớn lên vào thời thơ ấu. Phần phía tây của khu vực từ năm 1982 có khu vui chơi Mangyongdae. Năm 1948, tại Mangyongdae, trường Quân đội Kim Nhật Thành, đào tạo các sĩ quan cho quân đội Nhân dân Triều Tiên đã được thành lập. Trường nay được coi là học viện quân sự đứng đầu cả nước.
Năm 2008, dân cư khu vực Sosong là 321.690 người, gồm 153.551 nam và 168.139 nữ.

## Hành chính
Manyongdae được chia thành 26 dong (động) và 2 ri (lý)
| Phiên âm                 | Chosŏn'gŭl | Hancha   | Hán Việt           |
| ------------------------ | ---------- | -------- | ------------------ |
| Changhung-dong           | 장흥동     | 長興洞   | Trường Hưng động   |
| Chilgol-dong (1, 2, 3)   | 칠골동     | ?        |                    |
| Chukchon-dong (1, 2)     | 축전동     | 祝典洞   | Chúc Điển động     |
| Kalrimkil-dong (1, 2, 3) | 갈림길     | ?        |                    |
| Konguk-dong              | 건국동     | 建國洞   | Kiến Quốc động     |
| Kumchon-dong             | 금천동     | 金泉洞   | Kim Tuyền động     |
| Kumsung-dong (1, 2, 3)   | 금성동     | 金星洞   | Kim Tinh động      |
| Kwangbok-dong            | 광복동     | 光復洞   | Quang Phục động    |
| Mangyŏngdae-dong         | 만경대동   | 萬景臺洞 | Vạn Cảnh Đài động  |
| Palgol-dong (1, 2)       | 팔골동     | ?        |                    |
| Ryongaksan-dong          | 룡악산동   | 龍岳山洞 | Long Nhạc Sơn động |
| Ryongbong-ri             | 룡봉리     | 龍峰里   | Long Phong lí      |
| Ryongsan-dong            | 룡산동     | 龍山洞   | Long Sơn động      |
| Samhung-dong             | 삼흥동     | 三興洞   | Tam Hưng động      |
| Songuja-dong             | 선구자동   | 先驅者洞 | Tiên Khu Giả động  |
| Sonnae-dong              | 선내동     | 仙內洞   | Tiên Nội động      |
| Taepyong-dong            | 대평동     | 大平洞   | Đại Bình động      |
| Tangsang-dong (1, 2)     | 당상동     | 堂上洞   | Đường Thượng động  |
| Wonro-ri                 | 원로리     | 元魯里   | Cổ Lỗ lí           |